# Amasya (district)
Amasya is een Turks district in de provincie Amasya en telt 132.646 inwoners (2007). Het district heeft een oppervlakte van 1729,7 km². Hoofdstad van het district is Amasya.
De bevolkingsontwikkeling van het district is weergegeven in onderstaande tabel.
| 1997    | 2000    | 2007    |
| ------- | ------- | ------- |
| 121.492 | 133.207 | 132.646 |